# Norrbärke landskommun
Norrbärke landskommun var en tidigare kommun i dåvarande Kopparbergs län (numera Dalarnas län), med Morgårdshammar som centralort.

## Administrativ historik
I Norrbärke socken i Dalarna inrättades denna kommun år 1863.
I landskommunen fanns två municipalsamhällen. Det första, Smedjebackens municipalsamhälle, inrättades den 7 juni 1895. Detta bröts ut för att bilda Smedjebackens köping den 1 januari 1918. Det andra, Marnäs municipalsamhälle inrättades den 13 december 1918 i både Norrbärke landskommun och Ludvika landskommun. Detta municipalsamhälle bröts ut den 1 januari 1925 och gick upp i Ludvika stad.
Den 1 januari 1941 (enligt beslut den 8 december 1939) fastställdes gränsen mellan Norrbärke och Ljusnarsbergs landskommun. I samband med detta överfördes från Norrbärke till Ljusnarsberg i Örebro län ett område omfattande en areal av 0,01 kvadratkilometer, varav allt land. Samtidigt överfördes i motsatt riktning ett annat område omfattande en areal av 5,72 kvadratkilometer, varav 5,10 land.
1967 uppgick Norrbärke landskommun i Smedjebackens köping. Landskommunen ingår sedan 1971 i Smedjebackens kommun.

### Kyrklig tillhörighet
I kyrkligt hänseende tillhörde kommunen Norrbärke församling.

## Kommunvapnet
Blasonering: I blått fält en seraf åtföljd av en ros i vart av sköldens fyra hörn, allt av guld.
Vapnet fastställdes den 22 juni 1945.

## Geografi
Norrbärke landskommun omfattade den 1 januari 1952 en areal av 498,91 km², varav 453,59 km² land.

### Tätorter i kommunen 1960
| Tätort                | Folkmängd |
| --------------------- | --------- |
| Smedjebacken, del ava | 1 778     |
| Ludvika, del avb      | 297       |

Tätortsgraden i kommunen var den 1 november 1960 39,5 procent.

## Politik

### Mandatfördelning i valen 1938-1962
| 23 |  | 3 |  | 2 |

| 29 |

|  | 23 | 4 |  |  |

| 27 |

| 3 | 20 | 4 | 2 |  |

| 27 |

|  | 21 | 4 | 3 |  |

| 29 |

| 2 | 20 | 3 | 4 |  |

| 27 |

|  | 20 | 4 | 2 | 3 |

| 27 |

|  | 20 | 4 | 3 | 2 |

| 26 |